# Anatoli Nefediev
Anatoli Alekséievich Nefediev (en ruso: Анатолий Алексеевич Нефедьев; 23 de noviembre de 1910 - 14 de septiembre de 1976) fue un astrónomo soviético, especializado en la observación de la configuración general de la Luna. 

## Biografía
Nefediev nació en Kamen-na-Obí (territorio de Altái), en 1936. Se graduó en la Universidad de Tomsk, y desde 1937 trabajó en el Observatorio Astronómico V. P. Engelhardt de la Universidad de Kazán (entre 1944 y 1958 como director adjunto de trabajo científico, y a partir de 1958 como director). Desde 1970 fue profesor de la Universidad de Kazán, enseñando también en el Instituto Pedagógico de Kazán.
Su atención principal se centró en el campo del estudio de la rotación de la Luna y de su forma. Utilizando el heliómetro del observatorio realizó una gran variedad de mediciones de la distancia al borde de la Luna desde el cráter Mösting A. Determinó nuevos parámetros de la rotación de la Luna y confirmó la existencia de un efecto debido a la asimetría de la forma de la Luna (definido con anterioridad por Avenir Yakovkin). También determinó la desigualdad del radio de la Luna existente entre la región occidental y la región oriental planteada por I. V. Belkovichem. Basándose en sus observaciones con el heliógrafo, estableció por primera vez un fundamento teórico general para determinar el nivel cero sobre la superficie lunar y prestó gran atención a la sistematización de las observaciones de las ocultaciones de estrellas por la Luna. También escribió una serie de obras sobre la historia del Observatorio Astronómico V. P. Engelhardt. Dedicó una gran parte de su tiempo a la docencia.

## Reconocimientos
- En 2009 la Unión Astronómica Internacional le dedicó el cráter lunar Nefediev.[1]